# چمعلی
چمعلی، روستایی از توابع بخش مرکزی شهرستان گچساران در استان کهگیلویه و بویراحمد ایران است.

## جمعیت
این روستا در دهستان بی بی حکیمه قرار دارد و حدود ۱۵ نفر جمعیت ساکن و نیمه ساکن دارد. عمده فعالیت ساکنین کشاورزی (کشت گندم، جو و سیفی جات و باغات لیمو ترش، پرتغال، زیتون و خرما می‌باشد) و دامپروری سنتی است.